# زنان در فنلاند
زنان در فنلاند به نقش زنان در کشور فنلاند می‌پردازد. زنان در فنلاند از «درجه بالایی از برابری» و «مهارت سنتی» در برخوردارند. در سال ۱۹۰۶، زنان فنلاند اولین زنان در اروپا بودند که به آنها حق رای داده شد. زنان زیادی در فنلاند وجود دارند که در جامعه فنلاند، در دانشگاه، در زمینه تجارت و در دولت فنلاند موقعیت‌های برجسته ای دارند. نمونه ای از زنان قدرتمند در سیاست فنلاند تارجا هالونن است که اولین رئیس‌جمهور زن این کشور شد که قبل از رئیس‌جمهور شدن وزیر امور خارجه فنلاند بود.
در دین، جایی که اکثر مردم فنلاند اعضای کلیسای انجیلی لوتری فنلاند هستند (دیگر فرقه اصلی مسیحی در فنلاند، کلیسای ارتدوکس شرقی است)، زنان می‌توانند به عنوان کشیش منصوب شوند. از نظر مالی، زنان فنلاندی به عنوان «معمولاً از نظر مالی مستقل» توصیف شده‌اند. زنان متأهل بنابر عرف خود را ابتدا با ذکر نام و سپس نام خانوادگی و سپس نام خانوادگی شوهر معرفی می‌کنند.
فنلاند از شرق با روسیه، از جنوب با خلیج فنلاند و استونی، و از غرب با خلیج بوتنیا و سوئد، و از شمال/شمال غرب با نروژ همسایه است. یک چهارم این قلمرو در شمال دایره قطب شمال قرار دارد.

## جمعیت

### بر اساس جنسیت (۲۰۲۰)
- کل جمعیت: ۵٬۵۳۳٬۷۹۳
  - جمعیت مردان: ۲٬۷۳۳٬۸۰۸
  - جمعیت زنان: ۲٬۷۹۹٬۹۸۵[۶]

### امید به زندگی (۲۰۲۰)
- امید به زندگی در سال برای کل جمعیت: ۸۱٫۸۲
  - مرد: ۷۹٫۰۳ سال
  - زن: ۸۴٫۶۲ سال[۷]

## حق رای زنان

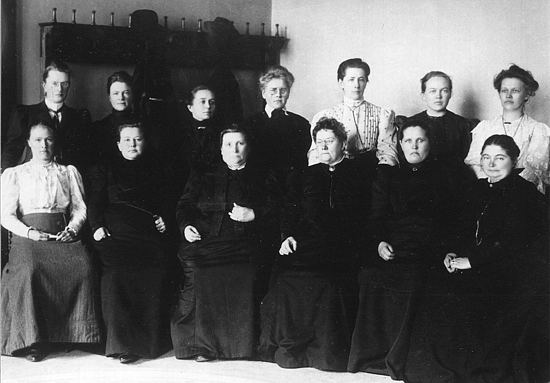
۱۳ نفر از مجموع ۱۹ نماینده زن، که اولین نماینده زن در جهان بودند، در انتخابات پارلمانی فنلاند در سال ۱۹۰۷ انتخاب شدند.

منطقه ای که در سال ۱۸۰۹ به فنلاند تبدیل شد، مجموعه ای از استان‌های یکپارچه پادشاهی سوئد برای بیش از ۶۰۰ سال بود، به این معنی که زنان در فنلاند نیز در دوران آزادی سوئد (۱۷۱۸–۱۷۷۲)، زمانی که حق رای اعطا شد، مجاز به رأی دادن بودند.
دولت سلف فنلاند مدرن، دوک نشین بزرگ فنلاند از سال ۱۸۰۹ تا ۱۹۱۷ بخشی از امپراتوری روسیه بود و از درجه بالایی از خودمختاری برخوردار بود. در سال ۱۸۶۳ به زنان مالیات‌دهنده حق رأی در روستاها داده شد و در سال ۱۸۷۲ نیز همان اصلاحات به شهرها داده شد.
قانون پارلمان در سال ۱۹۰۶ مجلس فنلاند را تأسیس کرد و به زنان و مردان حق رأی داده شد و در انتخابات شرکت کردند؛ بنابراین زنان فنلاند اولین زنانی در جهان شدند که هم برای رای دادن و هم برای شرکت در پارلمان از حقوق نامحدود برخوردار بودند. در انتخابات سال بعد، ۱۹ نماینده زن، اولین نمایندگان در جهان، انتخاب شدند و زنان از آن زمان تاکنون نقش محوری در سیاست کشور داشته‌اند. مینا سیلانپا، یکی از چهره‌های کلیدی جنبش کارگری، اولین وزیر زن در سال ۱۹۲۶ شد.
اولین رئیس‌جمهور زن فنلاند تارجا هالونن در سال ۲۰۰۰ و برای دومین بار در سال ۲۰۰۶ به قدرت رسید. از زمان انتخابات پارلمانی ۲۰۱۱، تعداد زنان به ۴۲٫۵ درصد رسیده‌است. در سال ۲۰۰۳ آنلی یاتینماکی اولین نخست‌وزیر زن فنلاند شد و در سال ۲۰۰۷ کابینه دوم متی وانانن تاریخ ساز شد زیرا برای اولین بار تعداد زنان بیشتر از مردان در کابینه فنلاند بود (۱۲ در مقابل ۸).

## جنبش حقوق زنان
در سال ۱۹۷۰ یک جنبش کوتاه اما قوی زنان وجود داشت. تجاوز جنسی در آن زمان جرم محسوب نمی‌شد و قربانیان خشونت خانگی مکان‌های کمی برای رفتن داشتند. فمینیست‌ها همچنین برای یک سیستم مهدکودک که برای عموم آزاد باشد و برای حق نه تنها مرخصی زایمان با حقوق، بلکه مرخصی پدری نیز مبارزه کردند. امروز در فنلاند ۲۶۳ روز مرخصی والدین وجود دارد. تبعیض علیه زنان در نیروی کار غیرقانونی است. دو گروه فمینیستی برای کمک به جنبش ایجاد شد: مارکسیست-فمینیست‌ها (Marxist-Feministerna) و زنان سرخ (Rödkäringarna , Puna-akat). فمینیست‌ها در فنلاند از دیگر کشورهای اروپایی مانند سوئد و سوئیس الهام گرفتند.

#### حقوق زنان
فنلاند یکی از اولین کشورهایی بود که به زنان حق رای اعطا کرد و هنوز هم جزو کشورهای برتر برای برابری زنان است. فنلاند رتبه دوم را در شاخص جهانی شکاف جنسیتی در حقوق زنان کسب کرد. فنلاند در سال ۱۹۹۴ تجاوز زناشویی را غیرقانونی اعلام کرد. در سال ۲۰۰۳ دولت فنلاند رسیدگی به مسائل مربوط به نابرابری جنسیتی را پیشنهاد کرد. آنها برنامه‌ریزی کردند تا برابری جنسیتی را در کل اداره دولتی ترویج کنند، قانون برابری را اصلاح کنند که مردان و زنان در فنلاند دستمزد برابر را برای کار با ارزش برابر، افزایش تعداد زنان در نقش‌های سیاسی و اقتصادی، ارزیابی برابری جنسیتی از دیدگاه مردان، جلوگیری از خشونت خانگی و خشونت شریک جنسی، حمایت از قربانیان، قاچاق و امکان جرم انگاری خرید جنسی به اشتراک می‌گذارند. این قانون برنامه اقدام دولت برای برابری جنسیتی (hallituksen tasa-arvo-ohjelma) نامیده می‌شود و شامل بیش از ۱۰۰ موضوع بود که نیاز به بحث داشت.

## تحصیلات

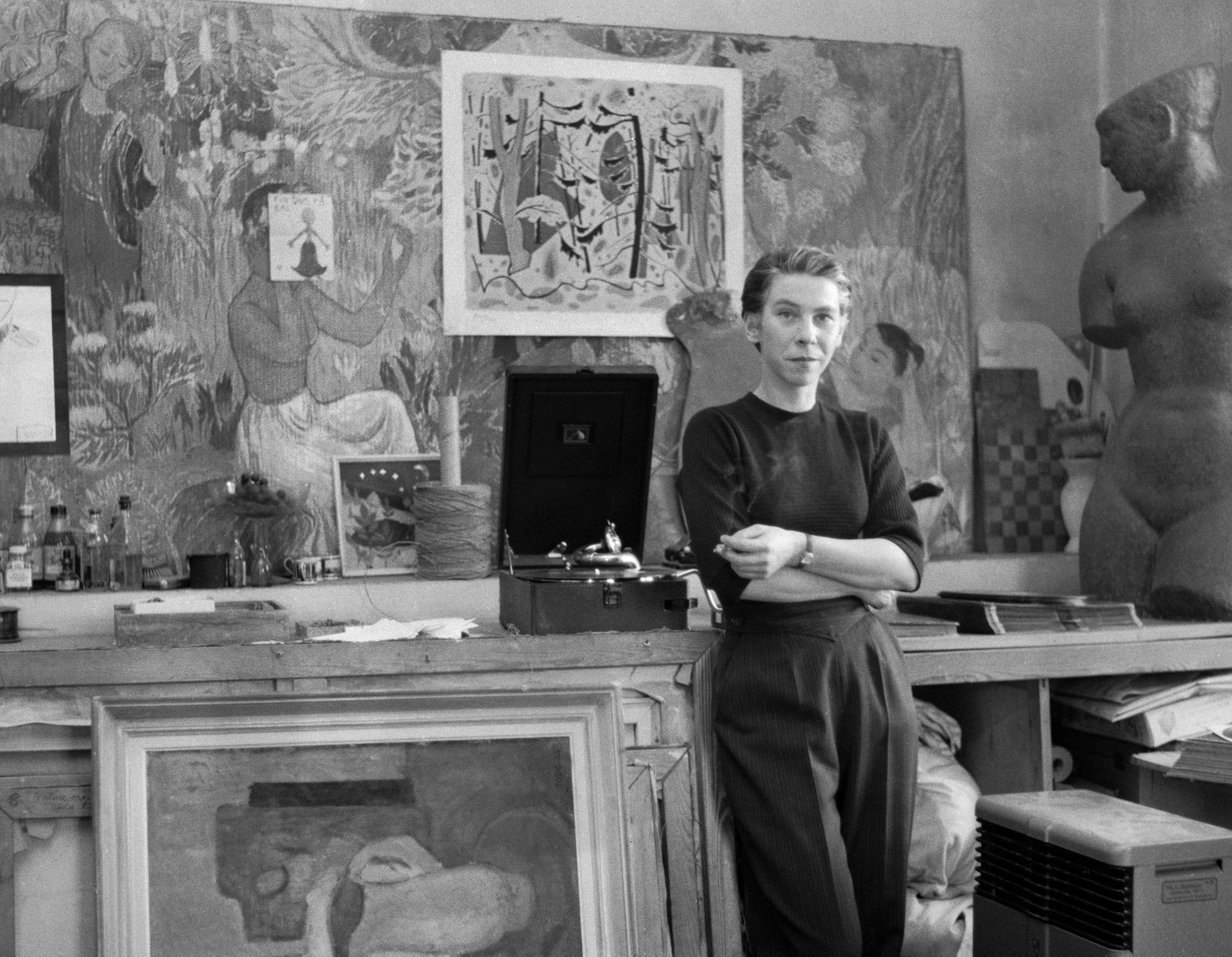
تووه یانسون نویسنده و تصویرگر فنلاندی

#### در تاریخ
در اواخر قرن ۱۸ و اوایل قرن ۱۹ مدارس خصوصی برای دختران در فنلاند تأسیس شد که از جمله مدارس خصوصی کریستینا کروک، آنا سالمبرگ و سارا واکلین هستند. این مدارس به دلیل آموزش کم عمق از دستاوردها مورد انتقاد قرار گرفتند، که منجر به تصمیم‌گیری شد که دختران باید در اصلاح مدرسه در سال ۱۸۴۳ گنجانده شوند و سال بعد، دو مدرسه دولتی دخترانه سوئدی زبان در تورکو و هلسینک تأسیس شد. این امر منجر به تأسیس شبکه ای از مدارس دخترانه از نوع مشابه در فنلاند شد. در ابتدا مدارس برای دختران خانواده‌های طبقه بالا اختصاص داشت.

#### امروزه
دانش‌آموزان فنلاند یک سال بعد از بسیاری از کشورهای دیگر تحصیل خود را آغاز می‌کنند. با وجود این، فنلاند در حال حاضر یکی از بهترین کشورهایی است که در مهارت‌های ریاضی بهترین عملکرد را دارد، اما همچنین یکی از معدود کشورهایی است که پسرانش به خوبی دختران عمل می‌کنند. فنلاند علاوه بر این، در حالی که دانش‌آموزان با بالاترین عملکرد در حل مسئله در جهان عمدتاً پسر هستند، فنلاند یک استثنا قائل می‌شود که در آن نسبت زنان با عملکرد برتر تقریباً با نسبت مردان با عملکرد برتر برابر است. این موضوع در میان بررسی مهارت‌های بزرگسالان (PIAAC) نیز صادق است که در آن برترین عملکردها در حل مسئله، به جز فنلاند، استرالیا و کانادا، عمدتاً مردان هستند.
در مورد مزایای تحصیلی فنلاند برای دانش‌آموزان، مدارس فنلاند تحصیلی با بودجه دولتی ارائه می‌دهند که باعث می‌شود زنان و مردان پس از مرخصی والدین به سر کار بروند. زنان ۳۲ درصد از دانش آموزانی را تشکیل می‌دهند که در رشته‌های ریاضی و علوم کامپیوتر تحصیل می‌کنند.

## کار
طبق نظرسنجی نیروی کار فنلاند، حدود ۳۲ درصد از ۳۰۱۰۰۰ نفری که خوداشتغال هستند، زن هستند. زنان ابتدا از طریق جوامع کشاورزی وارد بازار کار شدند. حتی قبل از سیستم‌های مهدکودک عمومی، تعداد زنان در نیروی کار هنوز بسیار بالا بود، بیش از ۵۰٪. تعداد کارگران نیروی کار که زنان (۱۵ تا ۷۴ ساله) را تشکیل می‌دهند ۵۱٪ است، در حالی که مردان ۴۹٪ است. ۳۲ درصد از زنان در کارآفرینی هستند.
کارفرمایانی که حداقل ۳۰ کارمند دارند باید یک طرح برابری جنسیتی داشته باشند که شامل مقایسه حقوق زنان و مردان باشد. وزارت امور اجتماعی و بهداشت و سایر سازمان‌های مهم بازار کار دستورالعمل‌هایی را برای برنامه‌ریزی برابری جنسیتی تعیین می‌کنند. 

## ارتش
خدمت سربازی در فنلاند برای مردان الزامی است، اما برای زنان داوطلبانه است. زنانی که نام‌نویسی می‌کنند مجاز به آموزش برای نقش‌های رزمی هستند. فنلاند یکی از ۱۶ کشور دیگر در جهان است که به زنان اجازه حضور در مواضع رزمی در خط مقدم را می‌دهد.